# Lange Riege
Die Lange Riege im Ortsteil Eilpe der Stadt Hagen, südliches Ruhrgebiet, stellt ein einmaliges historisches Bauensemble dar, das als „älteste Arbeitersiedlung Westfalens“ gilt.

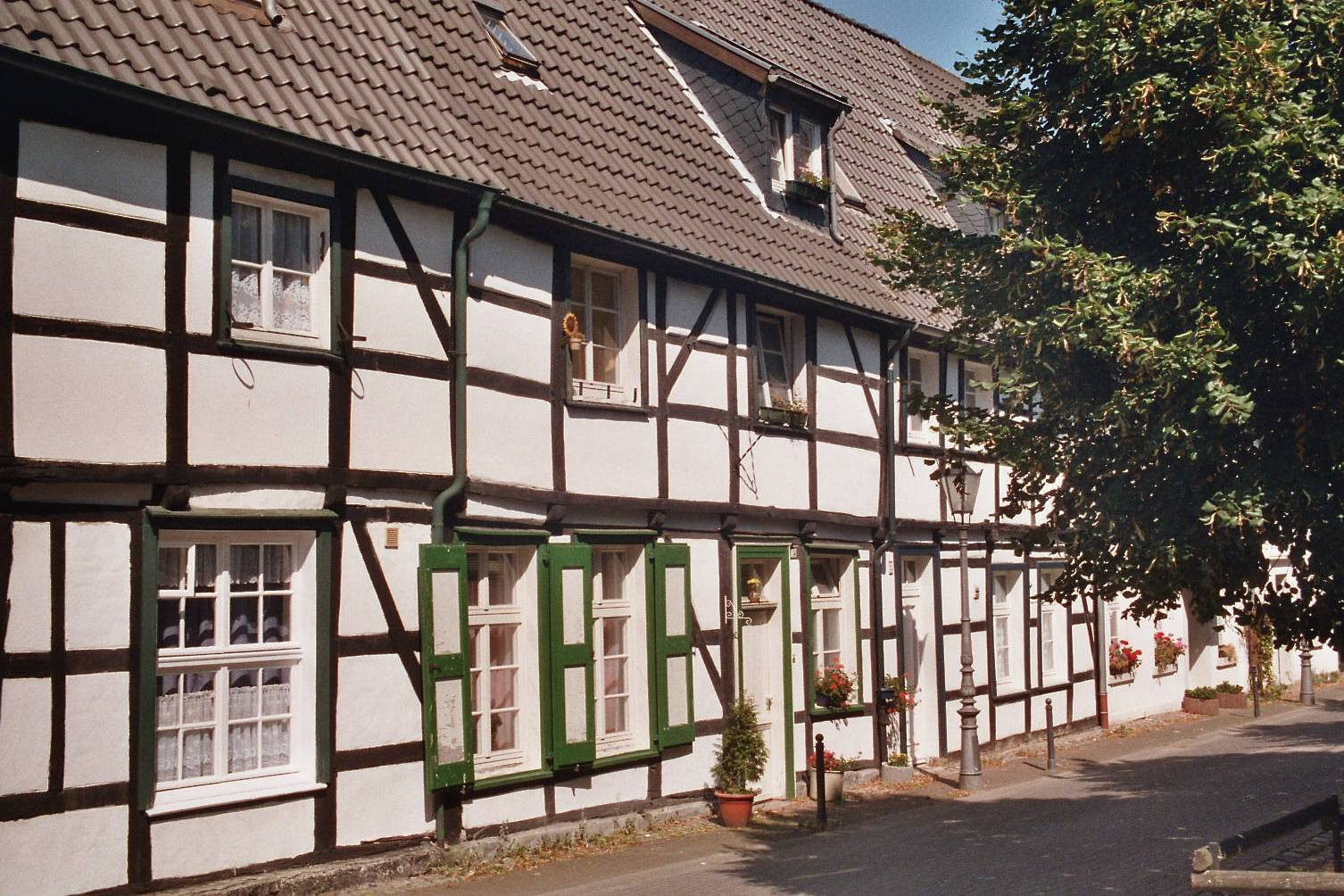
Lange Riege in Hagen-Eilpe

Nach den Wirren des Dreißigjährigen Krieges (1618–1648) verließen 1661 einige Solinger Klingenschmiede ihre Heimat im Bergischen Land. Am 1. Mai 1661 schlossen sie mit dem Großen Kurfürsten Markgraf Friedrich Wilhelm zu Brandenburg einen Vertrag, in dem sie gegen das Privilegium zur alleinigen Herstellung von Schwert- und Degenklingen in Preußen zusicherten, sich auf dessen Territorium niederzulassen.
Nach einem Kontrakt vom 24. Januar 1664 erhielten die Familien der Klingenschmiede in Eilpe Wohnungen und Werkstätten, die der Kurfürst auf seine Kosten errichten ließ. Wegen der Bauweise der Häuser, die Wand an Wand in einer langen Reihe entlang des Selbecker Baches aufgereiht waren, bürgerte sich im Volksmund die Bezeichnung „Lange Riege“ (= Lange Reihe) ein. Mit kurfürstlicher Unterstützung errichteten die Klingenschmiede am Anfang der Straße um 1665 eine Schule für ihre Kinder.
In der Blütezeit ihres Handwerks haben die Klingenschmiede mit ihren hier hergestellten Waren Eilpe weit über Brandenburg hinaus zu europäischem Ruhm verholfen. Das erfolgreiche Wirken und die große Produktivität dieser Eilper Klingenschmiede wirkte sich auch positiv auf die Weiterentwicklung und Stadtwerdung von Hagen (1746) aus.
Der Verfall der Klingenschmieden in Eilpe setzte nach den Jahren von 1806 bis 1813 ein. Das Ausbleiben staatlicher Aufträge und die starke Konkurrenz aus dem Bergischen Land machten den Eilpern schwer zu schaffen. 1814 wurden noch 577.500 Messer im Werte von 385.000 Talern hergestellt und verkauft, dennoch war der Niedergang nicht aufzuhalten. Um 1824 arbeiteten an 32 Öfen noch 29 Meister und 71 Arbeiter. Sie produzierten noch 335.000 Messer im Werte von 160.000 Talern. 1850 existierten in Eilpe noch 55 Klingenschmieden, die am Eilper Bach lagen.
Im Bergischen Land verfeinerten die alteingesessenen Schmieden ihre Technik und lieferten immer hochwertigere, qualitativ bessere Ware. Bis heute sind die feinen Klingen aus Solingen weltweit bekannt. Mit diesem Fortschritt konnten die Eilper Schmiedemeister nicht mehr Schritt halten. Nach und nach gab man so in Eilpe das über 300 Jahre alte Messerschmiede-Handwerk auf. Am 18. Februar 1899 wurde die letzte Messerschmiederei aus dem Kataster der Berufsgenossenschaft gelöscht.
Die „Lange Riege“ in ihrer ursprünglichen Form ist in Teilen jedoch bis heute weitgehend erhalten geblieben und zählt zu den Denkmälern der westfälischen Industriekultur. Die Siedlung dient als Ankerpunkt der Route der Industriekultur.